# Chorebus cambricus
Chorebus cambricus är en stekelart som beskrevs av Griffiths 1968. Chorebus cambricus ingår i släktet Chorebus och familjen bracksteklar. Inga underarter finns listade i Catalogue of Life.